# I'll Follow the Sun
«I'll follow the sun» –en español, «Seguiré al sol»– es una canción del grupo británico de rock The Beatles. Es una balada melancólica escrita e interpretada por Paul McCartney y acreditada a Lennon-McCartney. La canción se incluyó en el álbum Beatles for sale, de 1964, aunque la canción fue escrita mucho tiempo antes.

## Intérpretes
- Paul McCartney – voz líder, guitarra acústica, bajo
- John Lennon – armonías vocales, guitarra acústica
- George Harrison – guitarra principal
- Ringo Starr – percusión[2]